# Boulevard Gaston-Crémieux
Le boulevard Gaston-Crémieux est une voie marseillaise.

## Situation et accès
Ce boulevard situé dans le 8e arrondissement de Marseille, démarre à l’intersection avec la rue Breteuil et la rue du Vallon de Montebello, au pied du quartier Vauban, situé dans le 6e arrondissement. Elle longe en ligne droite et par une descente les immeubles de luxe du quartier Périer et se termine sur le boulevard éponyme.

## Origine du nom
La voie doit son nom à Gaston Crémieux (1836-1871), avocat, journaliste et écrivain français dirigeant de la Commune de Marseille par délibération du conseil municipal en date du 6 septembre 1922. 

## Historique
Cette voie se nommait auparavant « boulevard Gambetta » puis, par délibération du 13 janvier 1941, « boulevard Sidi-Brahim ». Le boulevard reprend son nom actuel le 31 octobre 1944.
Il est classé dans la voirie de Marseille le 9 juillet 1959.